# Euphorbia nigrispinoides
Euphorbia nigrispinoides е вид растение от семейство Млечкови (Euphorbiaceae). Видът е почти застрашен от изчезване.

## Разпространение
Разпространен е в Етиопия.